# Vlogbrothers
Vlogbrothers (sommetider stiliseret som VlogBrothers eller vlogbrothers) er en videoblog-kanal på YouTube. Det internet-baserede show er skabt af Green-brødrene John Green og Hank Green som også er værter. Den første inkarnation af brødrenes online broadcasting var "Brotherhood 2.0" projektet, der var forud for oprettelsen af parrets regelmæssige vlogging-aktivitet gennem Vlogbrothers-kanalen.
Vlogbrothers-kanalen var det første i hvad, der senere ville blive til en større portefølje af YouTube-kanaler skabt og udviklet af Green-brødrene, hvilket udløste et fællesskab af fans og støtter af Vlogbrothers hver for sig kendt som Nerdfighters eller samlet som Nerdfighteria. Brødrenes abonnenter på YouTube er grundlaget for onlinefællesskabet Nerdfighteria. Green-brødrene opmuntrer deres seere til at blive et fællesskab ved at oprette hjemmesider og forskellige projekter, som Project for Awesome, som en måde at engagere sig med deres abonnenter.
Juridisk ejes Vlogbrothers af Complexly (tidligere kaldet EcoGeek LLC), der oprindeligt kun var ejet af Hank, men ejes nu af begge Green-brødrene i fællesskab.

## Format og plan
Green-brødrene oplyser, at deres vlog ikke har noget bestemt format: "I virkeligheden, handler det ikke om noget bestemt. Uanset om vi snakker om vores liv, får hinanden til at grine, eller prøver bringe noget mere vigtigt frem, synes folk at nyde det." Kanalen passerede en million abonnenter den. 5. marts 2013. Brødrene lægger per 2020 to videoer op på deres Vlogbrothers-kanal om ugen. John Green lægger en video op om tirsdagen og Hank Green en om fredagen.